# 浜田国松
浜田 国松（はまだ くにまつ、旧字体：濱田 國松󠄁、慶応4年3月10日（1868年4月2日） - 昭和14年（1939年）9月6日）は、日本の政治家。立憲政友会所属の衆議院議員として第31代衆議院議長になった。
「腹切り問答」で、軍部の政治への干渉を批判したことで有名。

## 来歴・人物
現在の三重県伊勢市の山間部に生まれ、浜田清三郎の養子となる。三重師範学校を卒業後、小学校教員となるがその後上京し明治24年（1891年）に東京法学院（現・中央大学）を卒業、弁護士となる。明治37年（1904年）、旧三重県郡部選挙区から衆議院議員に初当選する。以後連続12回当選。甲辰倶楽部、政交倶楽部、猶興会、又新会を経て、明治43年（1910年）立憲国民党の結成に参加する。
その後、衆議院副議長（1917年 - 1920年）を経て大正11年（1922年）に犬養毅と行を共にし革新倶楽部を結成する。1924年1月30日、憲政擁護関西大会が大阪中央公会堂でひらかれ、3党首が出席し、その帰途、護憲3派幹部が乗車する列車の転覆未遂事件がおきた。1月31日、衆議院で列車転覆未遂事件にかんする浜田の緊急質問中、暴漢3人が壇上を占拠し、議場混乱のため休憩中に解散となった。大正14年（1925年）に立憲政友会に合流。昭和2年（1927年）、田中義一内閣の司法政務次官。昭和9年（1934年）から11年まで（1936年）衆議院議長を務める。大正11年（1922年）に地元の吃驚新聞を買収し、大正14年（1925年）には「神都日報」に改題した。吃驚新聞は革新派の論調を採っていたが、神都日報は浜田の所属する立憲政友会支持へと転換した。
議員生活の最後まで自由主義・反ファッショの姿勢を貫き、粛軍演説やのちに反軍演説を行った斎藤隆夫、人民戦線事件で検挙される加藤勘十とともに反ファシズムの書籍を出す。昭和12年（1937年）には寺内寿一陸軍大臣との間で「腹切り問答」を繰り広げ、軍部の政治への干渉を厳しく批判する。この時濱田は70歳、議員歴30年、前衆院議長。軍部の政治への容喙がそろそろ顕著になりはじめていた当時にあって、政党政治家の気骨を見せつけたのがこの割腹問答だった。
1939年（昭和14年）8月、関西方面へ旅行中に名古屋市内で発熱。市内の病院で静養後に帰郷したが、同年9月6日、牛込区の自宅で脳溢血のため急逝した。

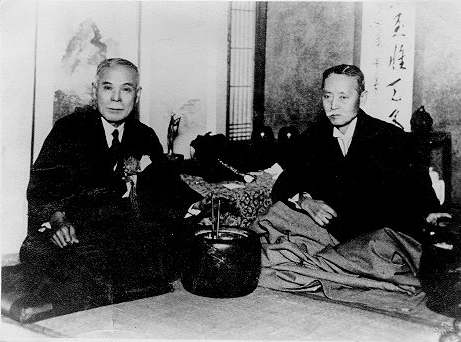
尾崎行雄を訪ねる濱田

## 栄典
- 1938年（昭和13年）2月11日 - 従四位[5]
- 1939年（昭和14年）9月6日 - 勲一等瑞宝章（没後叙勲）

## 著作
- 浜田国松『議政壇上に叫ぶ』森田書房、1937年1月。全国書誌番号:44033225。
- 斎藤隆夫、浜田国松、加藤勘十 著、報知新聞社編輯局 編『議会主義か・フアツシヨか』第百書房、1937年1月。 NCID BB16072850。全国書誌番号:20580867。